# Di-isopropil fosfito de sódio
Di-isopropil fosfito de sódio é uma substância utilizada como precursor químico, dos compostos organofosforados. Grande importância é dada a este fosfito orgânico devido a ser usado como intermediário para elaboração de precursores do GB, geralmente por transesterificação e reação Arbuzov-tipo, para elaborar outros agentes G-série.